# 三枚橋駅
三枚橋駅（さんまいばしえき）は、群馬県太田市鳥山下町にある東武鉄道桐生線の駅である。駅番号はTI 51。

## 歴史

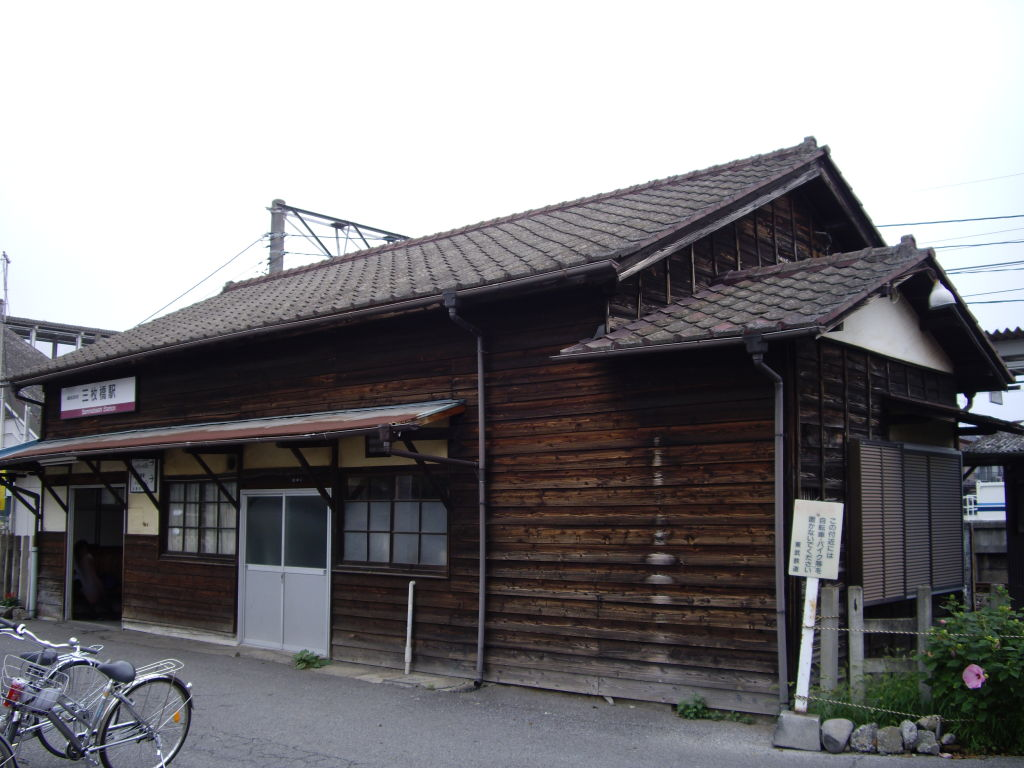
旧駅舎（2008年7月）

- 1913年（大正2年）3月19日 - 開業[1][2]。
- 2009年（平成21年） - 駅舎改築。

## 駅構造

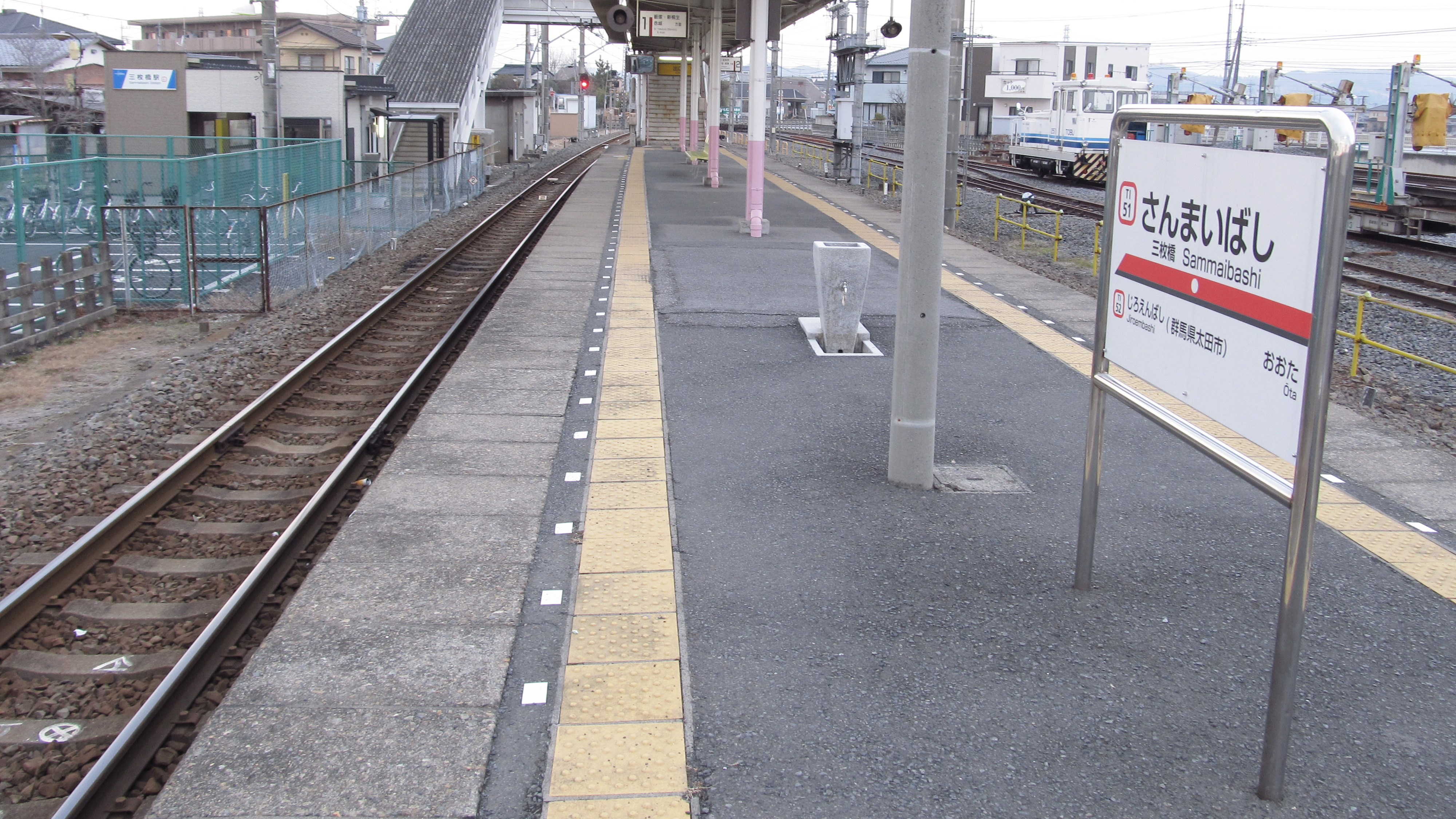
ホーム（2014年12月）

島式ホーム1面2線を有する地上駅。駅舎は線路の西側にあり、ホームとは跨線橋により連絡している。駅舎内には乗車駅証明書発行機とPASMO簡易改札機が設置されている。

### のりば
| 番線 | 路線   | 方向 | 行先     |
| ---- | ------ | ---- | -------- |
| 1    | 桐生線 | 下り | 赤城方面 |
| 2    | 桐生線 | 上り | 太田方面 |

## 利用状況
2024年度の1日平均乗降人員は650人である。
近年の1日平均乗降人員の推移は下表の通りである｡
| 年度               | 1日平均 乗降人員 | 出典        |
| ------------------ | ---------------- | ----------- |
| 2001年（平成13年） | 415              | [ 東武 2 ]  |
| 2002年（平成14年） | 393              | [ 東武 3 ]  |
| 2003年（平成15年） | 369              | [ 東武 4 ]  |
| 2004年（平成16年） | 374              | [ 東武 4 ]  |
| 2005年（平成17年） | 374              | [ 東武 5 ]  |
| 2006年（平成18年） | 371              | [ 東武 6 ]  |
| 2007年（平成19年） | 394              | [ 東武 7 ]  |
| 2008年（平成20年） | 438              | [ 東武 8 ]  |
| 2009年（平成21年） | 436              | [ 東武 9 ]  |
| 2010年（平成22年） | 432              | [ 東武 10 ] |
| 2011年（平成23年） | 508              | [ 東武 11 ] |
| 2012年（平成24年） | 546              | [ 東武 12 ] |
| 2013年（平成25年） | 591              | [ 東武 13 ] |
| 2014年（平成26年） | 597              | [ 東武 14 ] |
| 2015年（平成27年） | 595              | [ 東武 15 ] |
| 2016年（平成28年） | 572              | [ 東武 16 ] |
| 2017年（平成29年） | 621              | [ 東武 17 ] |
| 2018年（平成30年） | 695              | [ 東武 18 ] |
| 2019年（令和元年） | 750              | [ 東武 19 ] |
| 2020年（令和02年） | 604              | [ 東武 20 ] |
| 2021年（令和03年） | 645              | [ 東武 21 ] |
| 2022年（令和04年） | 620              | [ 東武 22 ] |
| 2023年（令和05年） | 638              | [ 東武 23 ] |
| 2024年（令和06年） | 650              | [ 東武 1 ]  |

## 駅周辺
- 太田警察署
- 太田市消防本部・中央消防署
- 太田鳥山郵便局

## 駅名の由来
江戸時代に天笠治良右衛門（あまがさじろえもん）が、この地域が度々洪水に見舞われ、住民が不便を強いられるのを見かねて架けた3カ所の橋に由来している。天笠治良右衛門由来は、隣の治良門橋と同様である。

## 隣の駅
東武鉄道
 桐生線
太田駅 (TI 18) - 三枚橋駅 (TI 51)  - 治良門橋駅 (TI 52)